# Anaglyptus danilevskii
Anaglyptus danilevskii là một loài bọ cánh cứng trong họ Cerambycidae.